# グッチーとシャーク団
グッチーとシャーク団（グッチーとシャークだん）は北海道放送（HBCラジオ）で放送されていたラジオバラエティ番組。2011年10月8日から2012年3月31日まで、土曜日19:00 - 20:00（JST）に放送されていた。

## 概要
モテない謎の組織シャーク団にグッチー（GUCHY）がどうしたらモテるようになるのかをアドバイスする“セクシー情報番組”。
2011年10月3日、グッチーがHBCテレビの昼の情報番組『グッチーの 今日ドキッ!』の生放送終了直後に突然現れた男から手紙を渡され、その場で恐る恐る読んでみるとそこには、「拝啓グッチー殿、どのようにすればモテるようになるのか我々に教えてくれないか？　シャーク団より」と書いてあった。そしてそのままシャーク団の隠れ家（HBCラジオのスタジオ）に連れて行かれて第1回放送分の収録が始まった。第2回以降の放送でも毎回番組の冒頭で「思い起こせば、すべてはあの日から始まった…」というナレーションとともにそのときの模様が放送されている。グッチーはシャーク団に渋々付き合わされているという設定だが、実際はグッチーもシャーク団とともに番組を楽しんでいた。
収録しているスタジオをシャーク団の“隠れ家”と呼び、グッチーは毎回「今日もシャーク団の隠れ家から録音で放送します」と言う。
HBCアナウンサーがゲストとして出演するときもあるが、その日は、ゲストが出社すると、会社の本人の机の上に「拝啓○○殿、どうしたらモテるのか我々に教えてくれないか？　我々の隠れ家で待っています。シャーク団より」という手紙が置いてあり、それで自分のゲスト出演を知る。ただし手紙はパソコンの明朝体で書いてあった。

## 出演者
- グッチー：シャーク団から隠れ家に連れて来られて渋々付き合わされている。この番組が始まってから街で「シャーク団の人」と声をかけられるようになったが、「自分はシャーク団と敵対している側の人間」[2]、「シャーク団とはあまり関わり合いたくない」[1]と言っている。
- シャーク団（謎の組織）：モテない人たちで組織する謎の集団。団員は数人いるが、副団長の「キューティー」と名乗る男（番組ディレクター）が主に出演している。女性団員が出演したこともあり、団員に女性がいたことにグッチーが驚いていた。他に、エンタメ担当のビーバップ田中と言う団員が番組前半、グッチーに手紙を送ってくる。
- マユ（HBCラジオパーソナリティー）：番組途中でかける曲の紹介のみの出演
- 田村英一（HBCアナウンサー）：オープニングナレーション

## 番組内容
前半
シャーク団が、どうしたらモテるようになるのかを調査し、グッチーは報告の手紙を渡され、それを分析する。手紙の内容は、事前にリスナーにとったアンケートの答えや、最近の話題などだが、新商品や、公開中の映画の紹介など、プロモーションの内容であることもある。ゲストが登場する日は休みとなり、ゲストとのトークの時間となる。トーク内容はゲストの過去の恋愛の話やそこから学んだこと、恋愛観など。ゲストはモテるためにどうすればいいのか参考になる話をするまで隠れ家（スタジオ）の扉がロックされており、そこから外に出られない。
後半
シャーク団が札幌市内のスナックへ行きそこの従業員の女性にモテるデートや、モテるしぐさ、どこからが浮気なのか、などをインタビューし、それをスタジオでグッチーが分析する。最後にそのインタビューから学んだことをシャーク団が格言にし、グッチーがシャーク団に続いてそれを復唱する。